# نقد زرین
نقد زرین جشنواره‌ای ادبی در ایران است که با «هدفِ حمایت و تشویق پژوهش‌های اصیل انتقادی و جریان‌ساز که با رویکرد جدید به متون ادب فارسی و در قالب مقاله تألیف شده باشند» برگزار می‌شود. این جایزه به افتخار عبدالحسین زرین‌کوب، «نقد زرین» نامیده شده است. 
این جشنواره از سوی انجمن علمی نقد ادبی ایران و مؤسسهٔ خانه کتاب و با حمایت دانشگاه لرستان، انجمن استادان زبان و ادبیات فارسی و مرکز تحقیقات زبان و ادبیات فارسی برگزار می‌شود.
نخستین دوره در اسفند ۱۳۹۹، دورهٔ دوم در اسفند ۱۴۰۱ و سومین دوره در اسفند ۱۴۰۳ برگزار شد.

## برگزیدگان

### دورهٔ اول
- رتبهٔ نخست: داوود پورمظفری برای مقاله «کلان‏ساختار مقامات صوفیان»
- رتبهٔ دوم: سینا جهان‌دیده برای‏ مقاله «تحلیل گفتمان انتقادی تلمیح و ایدئولوژی با تاکید بر شعر احمد شاملو برپایه نظریات فرکلاف و ون دایک»
- رتبهٔ سوم: رحمان مشتاق‌مهر برای مقاله «بازخوانی تعلیقات شفیعی کدکنی بر غزلیات شمس»[۳]

### دورهٔ دوم
- رتبهٔ اول: قدرت قاسمی‌پور برای‌ مقالهٔ «تبیین نظری شکل گیری ژانرها و مناسبات بین ژانرها و خلاقیت ادبی»
- رتبهٔ دوم: فواد مولودی برای مقالهٔ «نسبت اسطوره و داستان ایرانی از منظری فلسفی»
- رتبهٔ سوم: مصطفی صدیقی برای مقالهٔ «بوطیقای کلیله و دمنه: تحلیل سازوکارهای حاکم بر مقدمه‌ها و متن کلیله و دمنه»[۴]

### دورهٔ سوم
- رتبه نخست: محمود فتوحی رودمعجنی، برای مقالهٔ «رده‌‏بندی معرفتی گزاره‌‏های عرفانی»
- رتبه دوم: علیرضا محمدی کله‌سر برای مقالهٔ «فقر مبانی نظری در گرایش‌‏های زبان و ادبیات فارسی»
- رتبه سوم؛ مصطفی گرجی، برای مقالهٔ «کُحلِ پندار: بررسی ایماژ «زندگی به مثابه توهم ارادۀ آزاد» در نگاه مولوی و اسپینوزا[۵]